# Полутино-Староторопское (Западнодвинский округ)
 Полутино-Староторопское  — деревня в Западнодвинском муниципальном округе Тверской области.

## География
Находится в юго-западной части Тверской области на расстоянии приблизительно 2 км по прямой на юг по прямой от железнодорожной станции в поселке Старая Торопа на правом берегу реки Торопа.

## История
Полутино было известно как сельцо братьев Мусоргских со второй половины XVIII века. Позднее полным владельцем стал один из братьев Алексей Григорьевич Мусоргский, дед будущего известного композитора. В 1877 году здесь (усадьба Торопецкого уезда Псковской губернии) было учтено 3 двора, в 1927 — отмечалась как лесничество. В 1930-х годах усадебный дом вывезли в Старую Торопу, тогда же порубили парк на дрова и сломали Успенскую церковь с усыпальницей Мусоргских. До 2020 года деревня входила в состав ныне упразднённого Староторопского сельского поселения.
В 2025 году деревня была переименована в связи с образованием муниципальных округов.

## Население
Численность населения: 24 человека (1877 год), 29 (русские 100 %) в 2002 году, 12 в 2010.